# Cladura brevifila
Cladura brevifila är en tvåvingeart som beskrevs av Alexander 1958. Cladura brevifila ingår i släktet Cladura och familjen småharkrankar. Inga underarter finns listade i Catalogue of Life.